# Mo Gilligan
Mo Gilligan (Londres, Reino Unido, 19 de febrero de 1988) es un comediante británico. Es conocido por su comedia observacional. Después de varios años de subir clips de comedia a las redes sociales, encontró el éxito mundial en el 2017.  Condujo The Lateish Show with Mo Gilligan (2019) en Channel 4. Actualmente es coanfitrión de The Big Narstie Show en Channel 4 y es juez. en la versión británica deThe Masked Singer desde la segunda serie en el 2020, y juez en The Masked Dancer UK desde 2021. En 2022, Gilligan se tomó un descanso de The Masked Dancer UK debido a problemas laborales y fue reemplazado por el ex-futbolista Peter Crouch.

## Vida
Mosiah Bikila Gilligan nació el 19 de febrero de 1988 en Lambeth, una localidad a las afueras de Londres, de padres británicos de ascendencia jamaiquina y santalucense.  Su madre nació en Gales mientras que su padre es de Brixton. Sus padres se separaron cuando él tenía 5 años y ambos padres lo criaron mientras vivía en Camberwell, Londres. Comenzó su interés por la comedia mientras asistía a una escuela de artes escénicas en Pimlico. Gilligan es un ávido seguidor del Arsenal F.C.

## Carrera
Gilligan trabajaba en el comercio minorista cuando comenzó a subir videos de comedia en sus redes sociales. Sus videos fueron populares y los clientes finalmente comenzaron a reconocerlo. Su gran momento llegó en el 2017, cuando fue descubierto por el rapero canadiense Drake, quien citó algunas de las comedias de Gilligan en su propia cuenta de Instagram.  Sus influencias incluyen a Dave Chappelle y Chris Rock; Hizo su primer programa largo después de ver una película de stand-up de Chris Rock.
Gilligan actualmente copresenta The Big Narstie Show, que debutó el 29 de junio del 2018 en Channel 4, con el rapero Big Narstie.  Entre ellos, han sido citados como algunos de los creadores originales de comedia negra. Se emparejó con Claudia Winkleman para competir en la edición de 2018 de The Big Fat Quiz of the Year también en Channel 4, que ganaron.
Gilligan presenta su propio programa, The Lateish Show with Mo Gilligan, que debutó el 19 de julio del 2019 en Channel 4. Más adelante en el año, su primer especial de comedia en Netflix, Mo Gilligan: Momentum, se estrenó a nivel mundial en 190 países.
Desde junio del 2020, Gilligan ha aparecido en la segunda y tercera serie de Celebrity Gogglebox, así como en el especial Stand Up to Cancer de Gogglebox junto al comediante Babatunde Aleshe.
El 19 de agosto del 2020, ITV anunció que Gilligan se convertiría en panelista de la segunda serie de The Masked Singer UK, en sustitución de Ken Jeong, ese mismo año Gilligan produjo el documental de una hora Black, British, and Funny para el Mes de la Historia Negra. Examinó la historia del circuito de la comedia negra, con estrellas pioneras como Angie Le Mar, Richard Blackwood, Danny 'Slim' Gray y Rudi Lickwood, y comediantes más nuevos, como Kayode Ewumi y Michael Dapaah.
En octubre de 2020, Gilligan apareció como concursante en The Cube junto al actor David Ajao.
El 4 de marzo del 2021, ITV anunció que Gilligan se convertiría en panelista del spin-off de The Masked Singer UK, The Masked Dancer UK.
El 8 de febrero del 2022, Gilligan presentó los premios BRIT desde el O2 Arena. En octubre de ese mismo año, Channel 4 transmitió Mo Gilligan + Friends: The Black British Takeover, un especial de standup con Gilligan más Eddie Kadi, Ola Labib, Slim, Thanyia Moore, Babatunde Aléshé y The Compozers, grabado en el O2 en diciembre del 2021.
El 29 de noviembre del 2022, Gilligan fue confirmado como presentador de la próxima serie de BBC One llamada That's My Jam.